# Lavalle (ort i Argentina, Corrientes)
Lavalle är en ort i Argentina.   Den ligger i provinsen Corrientes, i den nordöstra delen av landet, 600 km norr om huvudstaden Buenos Aires. Lavalle ligger 52 meter över havet och antalet invånare är 4 783.
Terrängen runt Lavalle är mycket platt, och sluttar västerut. Närmaste större samhälle är Goya, 15,7 km sydväst om Lavalle.
Trakten runt Lavalle består i huvudsak av gräsmarker. Runt Lavalle är det glesbefolkat, med 19 invånare per kvadratkilometer.